# Ernest Sosa
Ernest Sosa (Cárdenas, Cuba,17 de junio de 1940) es un flósofo cubano, afincado en Estados Unidos.

## Trayectoria académica
En la actualidad, es profesor titular de Filosofía en la Universidad de Rutgers. (EE. UU.), cargo que ha desempeñado desde enero de 2007. Con anterioridad había trabajado en la Universidad Brown, desde 1964. Mientras estaba en esa universidad fue también Profesor Visitante en la de Rutgers cada primavera desde 1998 a 2006.
Sosa, uno de los epistemologistas más destacados del presente, es también un autor notable en Metafísica, Filosofía moderna y filosofía de la mente. En sus libros Knowledge in Perspective (1991) y A Virtue Epistemology (2007), Sosa defiende una forma de "Epistemología virtuosa" (Virtue epistemology) llamada "perpectivismo virtuoso" (virtue perspectivism), que distingue entre el conocimiento animal y el reflexivo. 
Sosa obtuvo tanto su primer grado académico como su maestría (MA) en la Universidad de Miami y su doctorado (PhD) en la Universidad de Pittsburg, donde su disertación fue supervisada por Nicholas Rescher. Posteriormente se trasladó a la Universidad de Brown, donde recibió la influencia filosófica del profesor Roderick Chisholm. 
Su hijo, David Sosa, es profesor asociado de filosofía en la Universidad de Texas. en Austin.
Ernest Sosa ha sido presidente de la Asociación Americana de Filosofía (American Philosophical Association) y es miembro de la Academia Americana de Artes y Ciencias (American Academy of Arts & Sciences)
Es editor de los periódicos filosóficos "Noûs" y "Philosophy and Phenomenological Research". En el 2005 dictó la prestigiosa clase magistral "John Locke Lectures", en la Universidad de Oxford (Inglaterra).

## Obras
- Ernest Sosa (2010). Knowing Full Well. Princeton University Press. ISBN 9781400836918. [traducción esp., por Modesto M. Gómez Alonso: "Con pleno conocimiento". Prensas de la Universidad de Zaragoza, 2014]

- Ernest Sosa (2007). A Virtue Epistemology. Apt Belief and Reflective Knowledge, Volume I. Oxford: Claredon Press. [traducción esp., por Juan José Colomina Almiñana: "Una epistemología de virtudes. Creencia apta y conocimiento reflexivo". Prensas de la Universidad de Zaragoza, 2018]

- Ernest Sosa (2009). Reflective Knowledge. Apt Belief and Reflective Knowledge, Volume I. Oxford: Claredon Press. [traducción esp., por Manuel Liz Gutiérrez: "Conocimiento reflexivo. Creencia apta y conocimiento reflexivo". Prensas de la Universidad de Zaragoza, 2018]